# Canal del Eider
El canal de Eider, también llamado canal de Schleswig-Holstein, era una vía fluvial artificial en el sur de Dinamarca (posteriormente norte de Alemania) que conectaba el mar del Norte con el mar Báltico a través de los ríos Eider y Levensau. Construido entre 1777 y 1784, el canal de Eider se construyó para crear una ruta para los barcos que entraban y salían del Báltico que era más corta y menos propensa a las tormentas que la navegación alrededor de la península de Jutlandia. En la década de 1880, el canal fue sustituido por el canal de Kiel ampliado, que incluye parte del curso de agua del canal de Eider.

## Nombres
El curso de agua del canal seguía la frontera entre los ducados de Schleswig y Holstein, y desde el momento de su construcción fue conocido como "Canal de Schleswig-Holstein". Tras la primera guerra de Schleswig, el gobierno danés rebautizó la vía fluvial como "Canal de Eider" para resistir la idea  nacionalista alemana de Schleswig-Holstein como una sola entidad política; pero, cuando la región pasó a control de Prusia tras la segunda guerra de Schleswig, el nombre volvió a ser "Canal de Schleswig-Holstein". En la historiografía moderna se hace referencia al canal con cualquiera de los dos nombres.

## Historia
Ya en 1571 Duque Adolfo I de Holstein-Gottorp propuso construir una vía fluvial artificial a través de Schleswig-Holstein conectando un recodo hacia el este del río Eider con el mar Báltico, para así competir con el cercano canal de Stecknitz para el tráfico mercantil. En aquel momento el Holstein-Gottorp era vasallo del Reino de Dinamarca, pero los duques de Schleswig-Holstein eran enemigos perennes de sus suzereños daneses, y la fragmentación política de la región y el continuo conflicto por su legítimo dominio suponían un obstáculo insalvable para un proyecto de tal envergadura. La perspectiva de un canal se volvió a plantear en la década de 1600 bajo Rey Christian IV y Duque Federico III.
Tras la incorporación de Holstein a la corona danesa por el Tratado de Tsarskoye Selo de 1773, las condiciones geopolíticas permitieron por fin la construcción y explotación de un canal. Los estudios y la planificación del canal comenzaron en 1773, y en febrero de 1774 se propuso un plan preliminar para el canal. El 14 de abril de 1774, el rey Christian VII de Dinamarca emitió una orden de gabinete por la que se establecía una Comisión del Canal para supervisar la construcción, dirigida por Heinrich Carl von Schimmelmann.

### Construcción

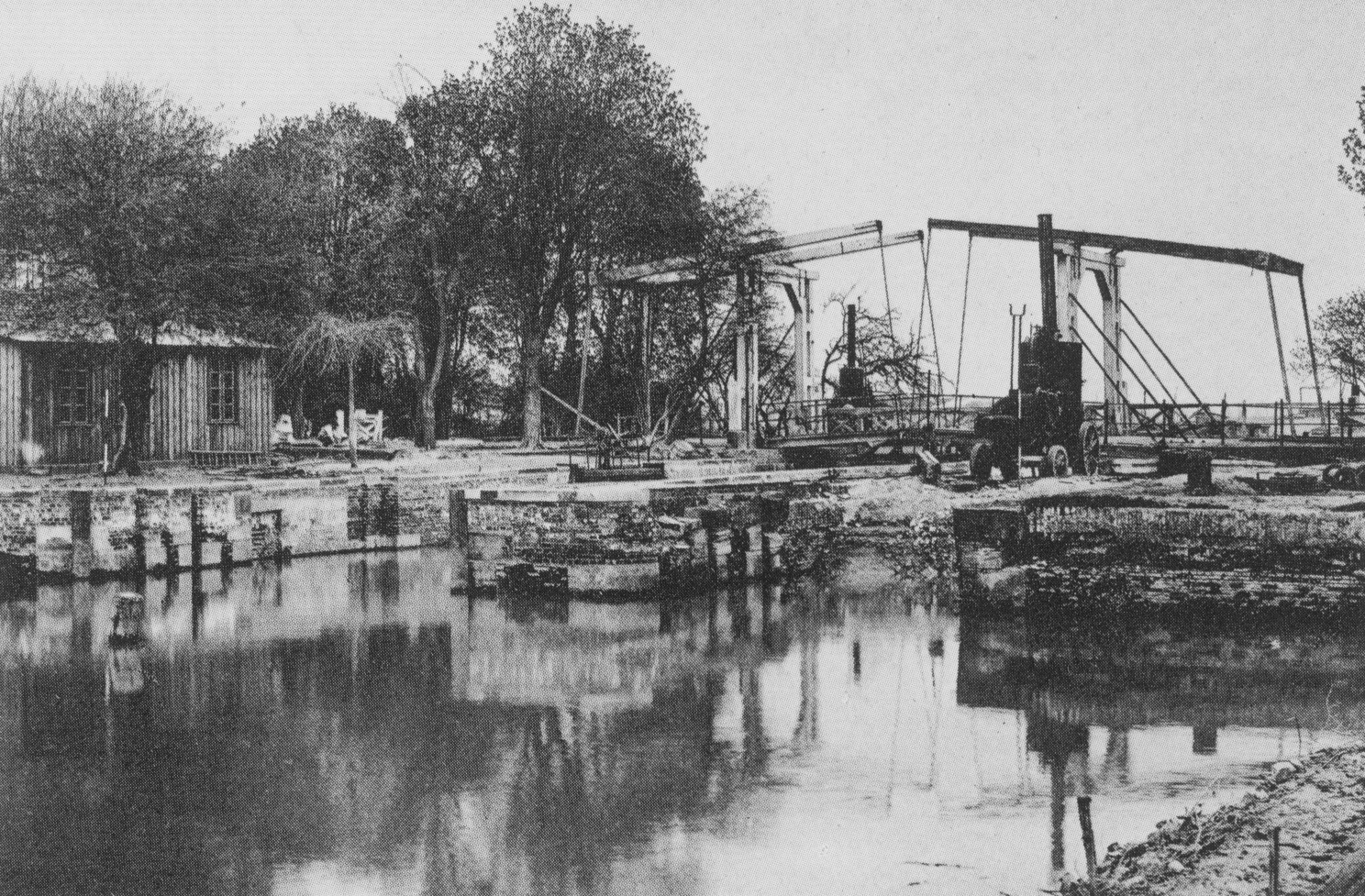
La esclusa más oriental del canal en Kiel-Holtenau en 1894

Los preparativos para el canal comenzaron en 1776 con el dragado del bajo Eider entre Friedrichstadt y Rendsburg. A continuación se excavó el canal artificial y se le dotó de esclusas para que los barcos pudieran cruzar la divisoria de aguas de la península y descender hasta la fiordo de Kiel en la costa del Báltico. La construcción de este tramo artificial, que llegó a tener una longitud de 34 kilómetros (21,1 mi), comenzó en julio de 1777 en Holtenau, en la costa del Báltico, al norte de Kiel, y continuó hasta Knoop en el otoño siguiente. Este tramo seguía en parte el pequeño río Levensau que desembocaba en el Kieler Förde. El tramo de Knoop a Rathmannsdorf se construyó entre 1778 y 1779, y el segmento más alto, que conectaba con el Flemhuder See, se completó en 1780. Por último, se instalaron esclusas a lo largo del curso natural del alto Eider, a partir de Rendsburg, para elevar y profundizar el río y hacer navegable su curso superior hasta el extremo occidental del canal artificial.
Incluyendo 130 kilómetros (80,8 mi) del Eider y un 9 kilómetros (5,6 mi) tramo que pasaba por los lagos del Alto Eider en Rendsburg, la ruta de navegación cubría una longitud total de 173 kilómetros (107,5 mi). Entre el Báltico y el alto Eider había un desnivel de unos 7 metros (23,0 pies), lo que requirió la construcción de seis esclusas, situadas en Rendsburg, Kluvensiek, Königsförde, Rathmannsdorf, Knoop y Holtenau (de oeste a este). Todos los trabajos de construcción se completaron en el otoño de 1784.

### Sustitución por el canal de Kiel
El canal de Eider pronto transportó un volumen considerable de embarcaciones, y con el paso de las décadas el creciente número y tamaño de los barcos que querían hacer la travesía puso a prueba la capacidad del canal. El sinuoso curso del Eider y la necesidad de navegar a través de las islas Frisias en el extremo occidental del canal aumentaban el tiempo de viaje, y el calado de los buques de guerra de finales del siglo XIX impedía su utilización. En 1866, la segunda guerra de Schleswig hizo que Schleswig-Holstein pasara a formar parte de Prusia, tras lo cual el gobierno alemán estudió varias opciones para renovar o sustituir el canal con el fin de mejorar el acceso comercial y militar al Báltico.
En 1887 el Kaiser Guillermo I inauguró la construcción de un nuevo canal a través de Schleswig-Holstein llamado canal de Kiel. Aunque el extremo occidental del nuevo canal está más al sur, en la desembocadura del Elba, gran parte del curso de agua del canal de Eider se reutilizó para la nueva vía fluvial. Muchos tramos se profundizaron y otros se enderezaron, cortando curvas que aún existen como lagos. El nuevo canal fue inaugurado por el  Kaiser Wilhelm II en 1895.

## Casas de embalaje

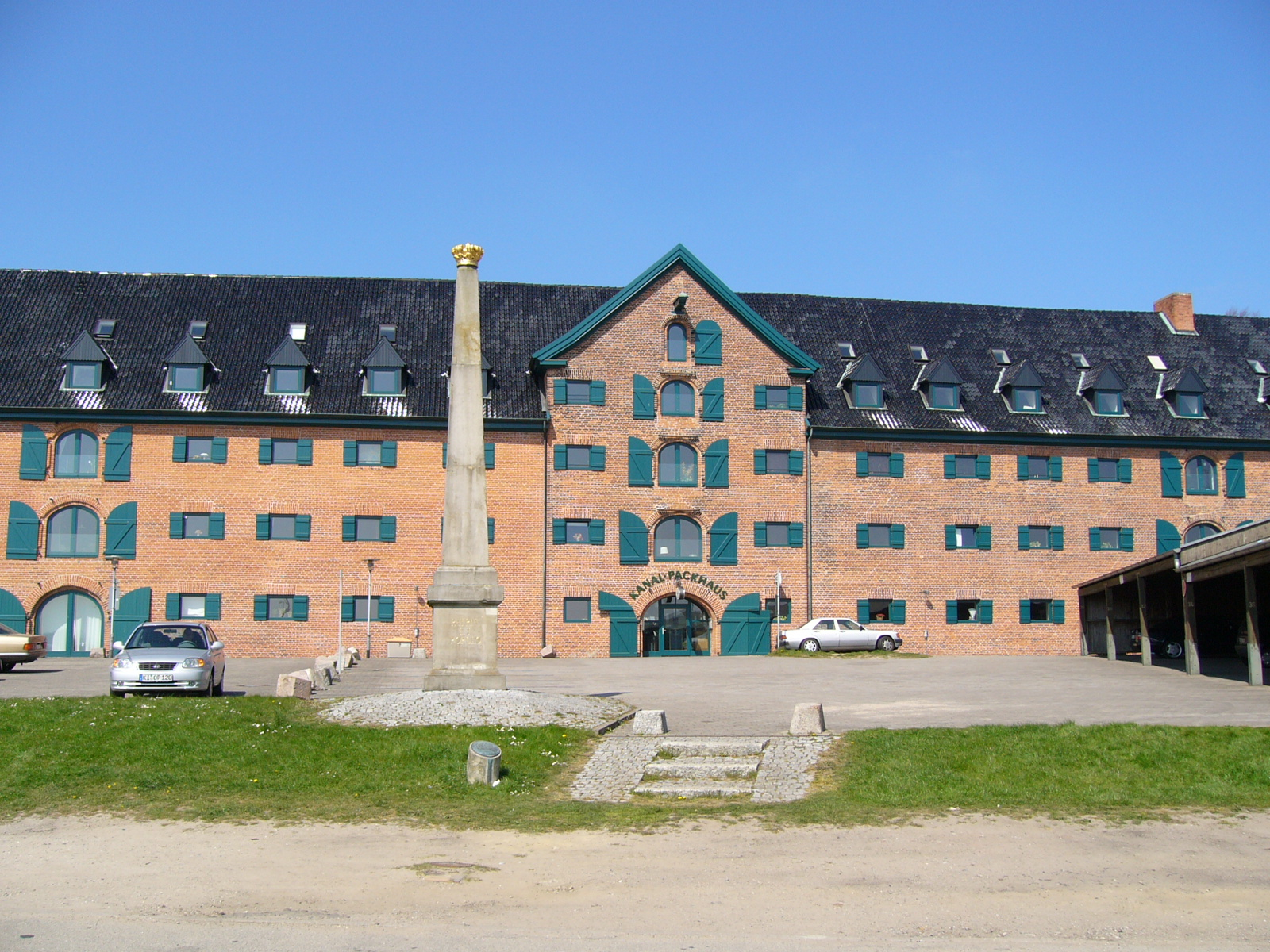
The Kiel-Holtenau packing house and commemorative obelisk

En 1783, como parte del desarrollo del canal, se construyeron tres almacenes (llamados "casas de embalaje" en alemán) a lo largo del curso de agua: uno en la esclusa de Kiel-Holtenau, otro en la esclusa de Rendsburg y otro en la zona portuaria de Tönning. Estas estructuras permitían almacenar y manipular las mercancías a granel que transitaban por el canal, como lana, cereales, café y sal. Los tres almacenes están construidos con ladrillo sobre una estructura de madera, con tres plantas completas y un ático. Los almacenes de Holtenau y Tönning son comparables en tamaño, con aproximadamente 4000 metros cuadrados (43 055,7 ft²) de superficie cada uno; el almacén de Rendsburg es sustancialmente más pequeño que los otros dos.

## Curso del canal
El extremo oriental del canal se encontraba en la Kieler Förde, en la desembocadura del río Levensau. El canal discurría hacia el oeste por el lecho natural del pequeño río hasta la primera esclusa, junto a la empacadora de Holtenau, y hasta la segunda, junto a Gut Knoop. En ambos lugares había puentes preexistentes que cruzaban el Levensau. A continuación, durante una corta distancia, el canal se separaba del Levensau para discurrir hacia el noroeste desde Achtstückenberg hasta la tercera esclusa en Rathmannsdorf, donde el canal alcanzaba su máxima elevación de 7 metros (23,0 pies) sobre el nivel del mar. El tramo del canal desde Knoop hasta la esclusa de Rathmannsdorf se ha conservado, con restos de las esclusas todavía en pie. Al oeste de Rathmannsdorf, el canal volvía a unirse al cauce del Levensau y lo seguía hacia el oeste hasta conectar con el Flemhuder See, que proporcionaba la reserva de agua para el funcionamiento del segmento más elevado del canal.
Desde el Flemhuder See, el canal seguía hacia el oeste, al sur de Gut Rosenkranz, hasta llegar a una cuarta esclusa en Klein Königsförde. Desde allí seguía un largo tramo del Eider, un pequeño desvío hacia el norte desde Königsförde hasta Grünhorst, y luego una curva hacia el sur en Sehestedt hasta la quinta esclusa en Kluvensiek. El tramo desde Klein Königsförde, pasando por Kluvensiek, hasta Hohenfelde aún se conserva, junto con los restos del sistema de esclusas. A partir de aquí, el canal seguía el cauce natural del Eider, pasando por Schirnau, Lehmbek y Borgstedt antes de llegar finalmente a Rendsburg, donde se encontraba la sexta y última esclusa, junto con una segunda empacadora. Desde Rendsburg, la vía fluvial seguía el cauce natural del río Eider hasta su confluencia con el mar del Norte en Tönning, donde se construyó un tercer centro de envasado.

### Especificaciones
El canal artificial tenía una longitud de 34 kilómetros (21,1 mi), una anchura de nivel de agua de 28,7 metros (94,2 pies), una anchura de fondo de 18 metros (59,1 pies) y una profundidad de 3,45 metros (11,3 pies), lo que supone una sección transversal de transporte de agua de 83 metros cuadrados (893,4 ft²). Los buques de hasta 28,7 metros (94,2 pies) de longitud, 7,5 metros (24,6 pies) de anchura, 2,7 metros (8,9 pies) de calado y 140 toneladas (308 647,4 lb) de desplazamiento podían pasar por el canal. El paso por el canal y por el Eider duraba tres días o más; cuando el viento era desfavorable, los barcos eran arrastrados por caballos por los  caminos de sirga que lo acompañaban. En más de cien años de funcionamiento, el canal fue atravesado por unos 300 000 barcos.

## Conservación

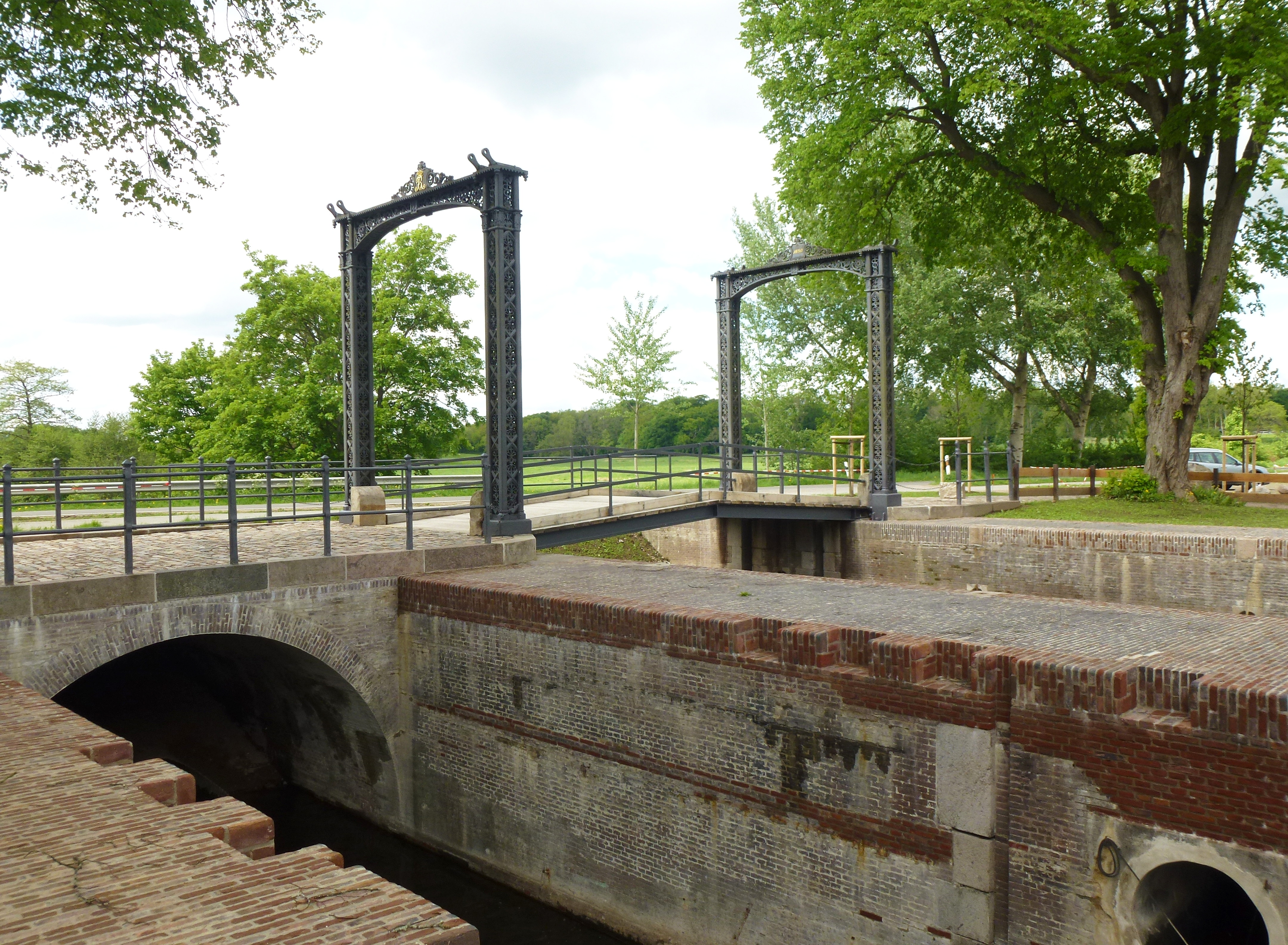
La cerradura y el puente basculante en Kluvensiek en 2013

Partes significativas del antiguo canal de Eider, junto con cuatro de sus esclusas, se encuentran ahora en zona protegida como elementos importantes del paisaje histórico y cultural de Schleswig-Holstein. La esclusa de Holtenau, la esclusa de Rathmannsdorf junto a Altenholz, la esclusa de Klein Königsförde en Krummwisch y la esclusa de Kluvensiek en Bovenau (junto con su puente levadizo) están ahora bajo la protección de  monumento cultural. Los segmentos del antiguo canal en Bovenau y en Altenholz han sido designados como zonas de conservación del paisaje.